# 14157 Pamelasobey
14157 Pamelasobey è un asteroide della fascia principale. Scoperto nel 1998, presenta un'orbita caratterizzata da un semiasse maggiore pari a 2,2620894 UA e da un'eccentricità di 0,1451241, inclinata di 8,88337° rispetto all'eclittica.